# 파스샹달 (영화)
《파스샹달》(Passchendaele)은 캐나다에서 제작된 폴 그로스 감독의 2008년 드라마, 멜로/로맨스, 전쟁 영화이다. 폴 그로스 등이 주연으로 출연하였고 니브 파치만 등이 제작에 참여하였다.

## 출연

### 주연
- 폴 그로스
- 캐롤라인 다버나스

### 조연
- 조 디니콜
- 메러디스 베일리
- 짐 메존
- 마이클 그레이이스
- 아담 헤링턴
- 길 벨로우스
- 제임스 코트
- 제시 프레쳇테
- 라이너 칼
- 랜던 리보이론
- 패트리시아 베네딕트
- 휴 프로빈
- 브라이언 둘리
- 로버트 노기어
- 프란시스 댐버거
- 데이빗 레이
- 주디스 부찬
- 데이빗 브라운
- 채드 노버트
- 로이스 홀리
- 스태포드 로렌스
- 마티 안토니니
- 제임스 드펠리스
- 숀 안소니 올센
- 라이언 코위
- 알렉스 아센놀트
- 저스틴 마이클 까리에르
- 톰 캐리
- 크리스 입포리토
- 브렛 마니룩
- 제이슨 테리엔
- 돈 블랜드
- 브라이언 젠슨
- 데이빗 르래니
- 제프리 왓슨
- 데이빗 헤이점
- 스티븐 워너
- 제이슨 서맥
- 조셉 앨런 서덜랜드
- 레이몬드 G. 렘펠

## 기타
- 공동제작: 프란시스 댐버거
- 공동제작: 폴 그로스
- 공동제작: 프랭크 시라쿠사
- 미술: 캐럴 스피어
- 세트: 제니스 블랙키-구딘
- 의상: 웬디 파트리지
- 배역: 론다 피섹시